# Вальтер фон дер Фоґельвайде
Вальтер фон дер Фоґельвайде (нім. Walter von der Vogelweide, близько 1160–1170 — після 1228) — один із найпопулярніших німецьких мінезингерів XII—XIII століття, твори якого вважаються найкращими зразками середньовічної лицарської лірики в Німеччині.

## Біографія
Вальтер фон дер Фоґельвайде жив у другій половині XII — першій половині XIII століття, тобто в той час, коли завершувався всебічний розвиток середньовічного життя. Разючими є і літературні здобутки цього століття, серед них певне місце зайняла творчість цього мінезингера. Час і місце народження Вальтер фон дер Фоґельвайде точно не відомі. Новітні дослідники відносять час його народження до десятирічного періоду від 1160 до 1170 року і стверджують, що він народився в Тіролі, поблизу Клаузена, в Ейзакській долині, в садибі Фоґельвайде, в родині, яка належала до нижчого, так званого служилого дворянства (міністеріалів). Син Вотфрама ван дер Фоґельвайде, королівського сокольничого, та Гізели (доньки франкфуртського торговця Вальтера з Айзенаху).

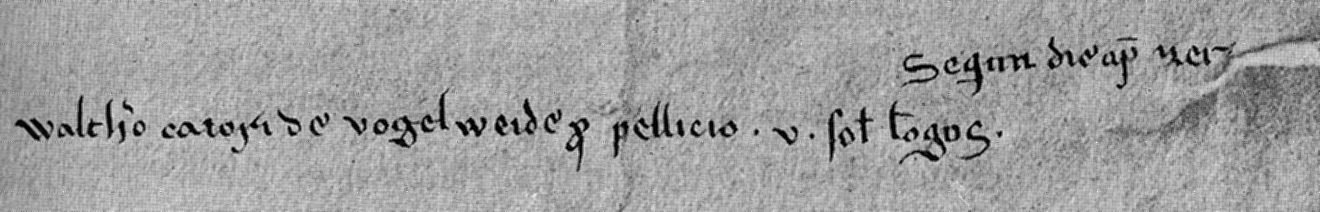
Єдина письмова згадка про Вальтер фон дер Фоґельвайде, 1203

Відносно вірогідне зображення Вальтер фон дер Фоґельвайде залишилось в мініатюрах знаменитого «Манесського кодексу» (нім. Manessischer Codex), що містить в собі вірш мінезингерів і нині зберігається в Берліні та в «Weingärtner Liederhandschrift», початку 14 століття. (Видана в 6-му томі нім. «Bibliothek des Litterarischen Vereins in Stuttgart», 1843).
Про себе поет говорив, що він зовсім некрасивий чоловік, що лице його має не зовсім вдалий вигляд. Він навіть дивується з того, що хорошого могла знайти в ньому його дама, яка бачить тисячі красивих чоловіків. Причина, можливо, полягає в тому, заявляє він з деяким лукавством, що він розуміється в мистецтві.
Вальтер фон дер Фоґельвайде часто скаржився на свою бідність, і це змусило його використати свій поетичний дар як на засіб для життя.
|  | «Співати та розповідати навчився я в Австрії» |

 — каже поет, тобто, залишивши в 1188–90 році батьківський дім, Вальтер фон дер Фоґельвайде переселився до Відня, де й навчався віршованого мистецтва при пишному дворі герцогів Бабенбергських. У той час в Австрії правив герцог Фрідріх Католик, син австрійського герцога Леопольда, який захопив у полон англійського короля Річарда Левине Серце, що повертався додому з Палестини після участі в Третьому хрестовому поході. Придворним поетом Фрідріха був Рейнмара фон Гагенау, на прізвисько Старий (нім. Reinmar der Alte), якого Вальтер фон дер Фоґельвайде наслідував у своїх ранніх творах і вчився у нього складати пісні. 1195 року Фрідріх стає хрестоносцем і через два роки вирушає до Палестини, де помер в 1198 році під час хрестового походу. Достовірно не відомо, чи брав Вальтер фон дер Фоґельвайде участь у поході в Палестину (1197–98 роках) разом зі своїм покровителем, але його смерть принесла поету велику втрату. Він покинув Відень і став поневірятися по різних місцях Австрії, Німеччини та Франції, як мандрівний шпільман. Бродяжництво його тривало близько двадцяти років. Сам поет у своїй пісні, складеній ним пізніше, скаже, що початок його бродячого, тяжкого життя збігається зі смертю його покровителя.
|  | «Коли Фрідріх австрійський став насолоджуватися духовним життям, а тіло його померло, тоді я почав втискати глибоко в землю свої чоботи; мої зарозумілі журавлині кроки змінилися повзучою ходою павича, а голова моя опустилася до самих колін» |

.

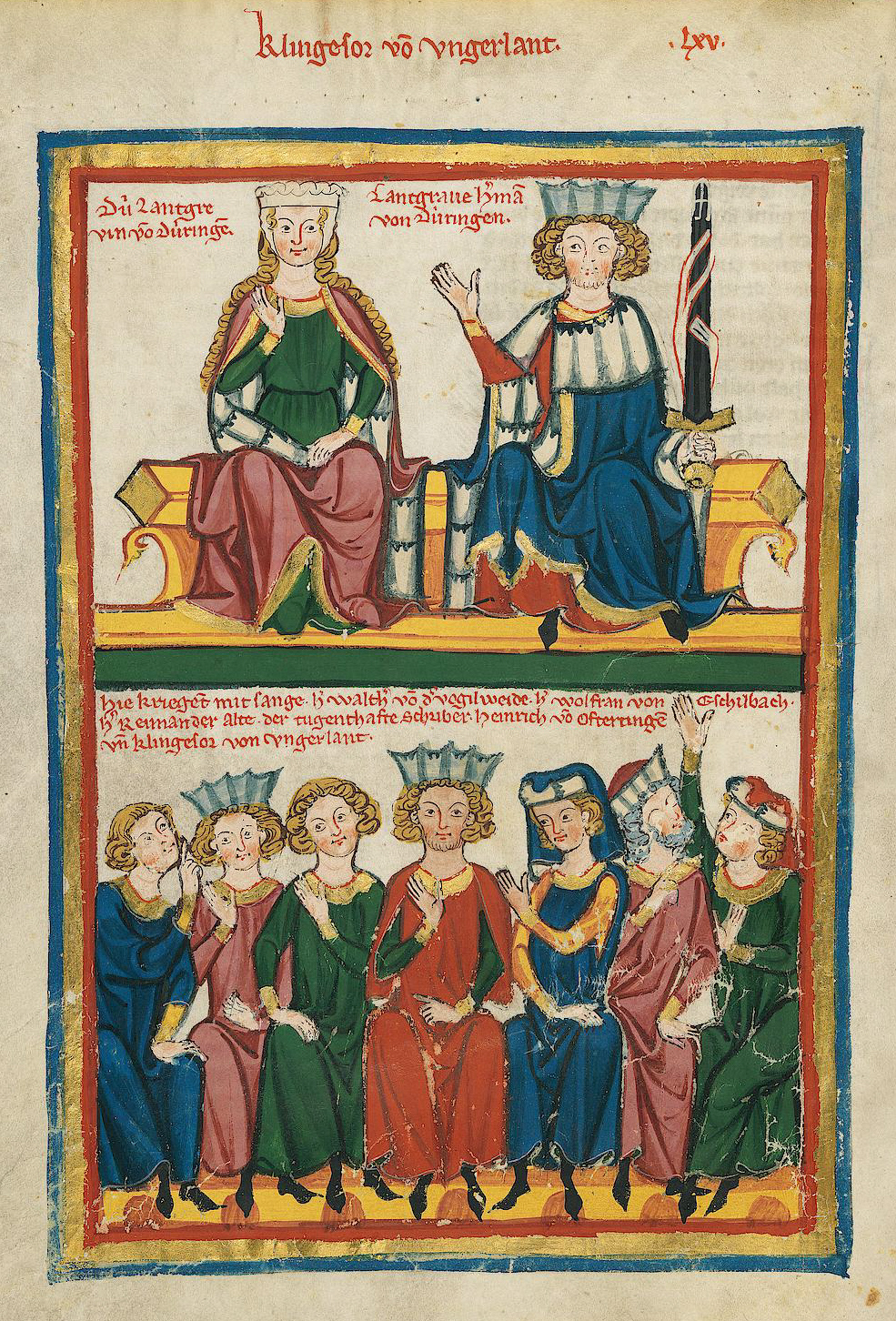
Вальтер є одним із зображених в Манесському кодексі

Ця гіпербола аргументує ту фатальну зміну, яка сталася в його житті. Він з'являється при різних дворах, відвідує то духовних, то світських володарів, жадає подарунків і дякує за них. До нашого часу збереглася примітка, занесена в видаткову книгу Пассауського єпископа Вольфгера 12 листопада 1203 року; з неї ми дізнаємося, що проїжджий єпископ подарував поетові в Цейсельмауері на Дунаї (в Нижній Австрії) грошей на придбання шуби.
В цей час, коли доля стала мінливою, поет, подорожуючи, вивчає навколишній світ, стає мудрішим. Подорожі збагачували і його музичний запас: поет слухав мелодії від Ельби до Рейну, до Угорщини, від Сени до Мури, від За до Драви. Він їздив верхи зі своїм незмінним інструментом — гігою. Він співав не тільки при дворах князів, а й на вулицях, грав для танців і хороводів простих людей. Виїжджаючи, з думкою про свій денний заробіток, він звертався до Бога з молитвою, в якій просив подарувати йому щастя та небесне заступництво. До нашого часу збереглася його ранкова молитва, чарівна по своїй дитячій простоті та безпосередності. Поет благає Бога про те, щоб він подбав про нього, як, в свою чергу, колись і сам Він, і Його Матір були предметом турботи архангела Гавриїла, який вірно Їм служив.
|  | «Як про Неї і про Тебе самого, коли Ти лежав ще в яслах, Немовля в людстві, але Предвічний, як Бог, дбав святий ангел у присутності осла і домашніх тварин і служив Вам вірно, як личило, виявляючи свою небесну доброту, так і Ти подбай тепер про мене!» |

Ця безпосередність і щирість — характерна риса його поезії.
Часто таким співакам доводилось поживитись за рахунок щедрих аристократів. Отримуючи від них дари, вони вихваляли щедрість, яку вважали їх першою чеснотою. Але там, де подарунків не отримували, то безцеремонно перетворювали свої пісні на знаряддя осуду і глузування. Це саме можна сказати і про Вальтера фон дер Фоґельвайде. Крім того, що він отримав шубу в подарунок, із його пісень стає відомо, що поет від світської високопоставленої особи отримує алмаз. Проте, він досить обережно і делікатно жартує з приводу немилостивого прийому в баварському абатстві Тегернзєї. Наслухавшись про це абатство, поет зробив великий гак, щоб заглянути під його покрівлю, але замість доброго монастирського вина його почастували водою.
Та Фоґельвайде не обертався при князівських дворах тільки заради прибутку. Мандрувати його змушував неспокійний характер. Звертаючись до князів, він не тільки вихваляв їх щедрість, а й таким чином проповідував кодекс лицарської честі:
|  | «Ви, князі, облагороджуєте свої почуття чистою добротою; будьте лагідні з добрими друзями, будьте горді по відношенню до ворогів, міцно підтримуйте право і дякуйте Господу за те, що багато людей служать вам своїм тілом і своїм майном» |

Добре ознайомившись з різними можновладними князями, поет приходить до сміливого для того часу висновку, що народження не дає ще жодних людських переваг, що всі люди рівні між собою, що вони — брати один одному. Він не тільки таврує все погане, але і сміється над ним. Однак він боїться, щоб його сатира, висміюючи винуватого, не зачепила і невинного. Він готовий навіть примиритися зі злою людиною, якщо тільки та забажає виправитися.
Коли, по смерті імператора Генріха VI (1197 рік), почалося суперництво претендентів на імператорський престол — Філіпа Швабського і Оттона Брауншвейзького, то Фоґельвайде став на сторону першого з них. З коронуванням Філіпа в Майнці (1198 році), поет залишається при дворі нового імператора приблизно до 1205 року. Ставши наближеним короля, Вальтер пише політичні шпрухи, які принесли йому велику популярність.
Після того, як останній загинув, в червні 1208 року, від руки Оттона Віттельсбахського, Фоґельвайде примкнув до партії імператора Оттона. До 1210 помічається перерва в поетичній творчості мінезингера. З переходом імператорської корони від Оттона до Фрідріха II, Вальтер фон дер Фоґельвайде стає прихильником молодого імператора, від якого він і отримав невелике ленне володіння, неподалік від Вюрцбурга (церковний бенефіцій при монастирі Ноймюнстер), що забезпечило його, принаймні, від злиднів. Свої відчуття поет описує так:
|  | «У мене є лен! Всесвіт, є лен у мене! Тепер я не боюся більше відморозити свої ноги, і не доведеться мені більше звертатися з проханнями до недоброзичливих панів.» |

Крім того, імператор вшанував поета своєю особливою довірою, доручивши йому навесні 1220 року виховувати свого сина, майбутнього імператора. Обов'язки вихователя Вальтер виконував до 1224, коли залишив придворне життя і оселився в дарованому йому маєтку, де помер близько 1230 року і був похований в Вюрцбурзі.

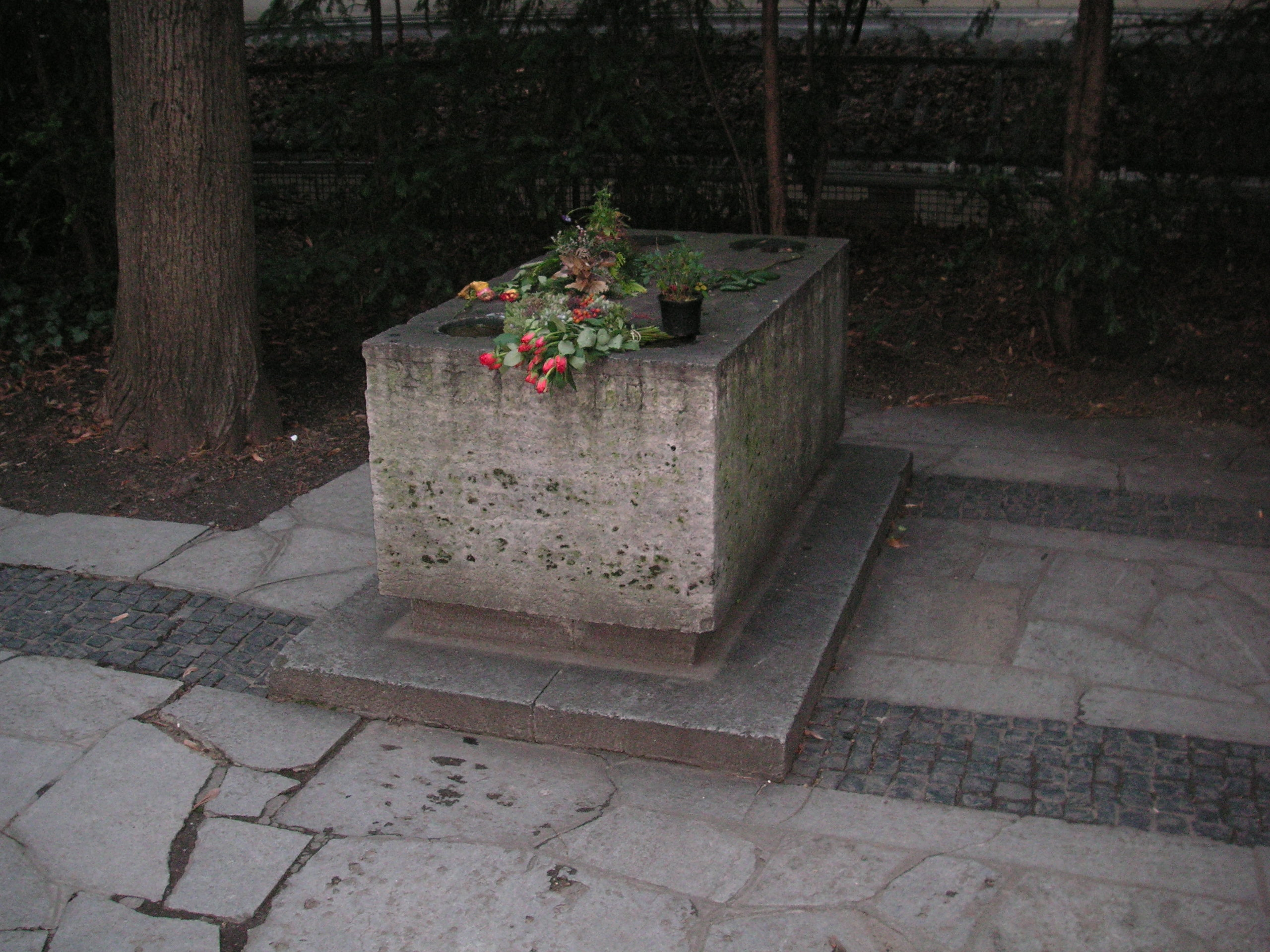
Гробниця в монастирі Вюрцбурга

Про його надгробний камінь існує поетична легенда. В ній розповідається, що поет, полум'яно любив природу і жвавих пташок, заповідав, щоб на його могильний камінь насипали пшеничні зерна і ставили воду для птахів, для чого він велів зробити в камені чотири заглиблення. Довгий час пам'ять про великого співця свято шанувалася, і пташки щодня знаходили на його могилі їжу. Але в XV столітті капітул собору вирішив ці зерна споживати самому, ніж розсипати їх птахам, зробивши зміну в заповіті Фоґельвайде. Тому в річницю смерті співака почали роздавати канонікам пшеничний хліб. Сад, у якому похований великий поет, був оточений критими галереями. На могилі висікли епітафію:
Pascua, qui volucrum vivus, Walthere, fuisti,

Qui flos eloquii, qui Palladis os, obiisti,

Ergo quod aureolam probitas tua possit habere,

Qui legit hie dicat: Deus istius misere!
|  | «Ти, Вальтер, був за життя пажиттю для птахів, квіткою красномовства, вустами Паллади, ти помер. Тому, щоб твоя чесність могла отримати небесний вінець (ореол), нехай кожен, хто читає це, скаже: «Боже, будь милостивий до нього!» |

Тут, в огорожі нового собору, надгробний камінь поета існував до початку XIX століття, а в 1843 році споруджено новий пам'ятник.

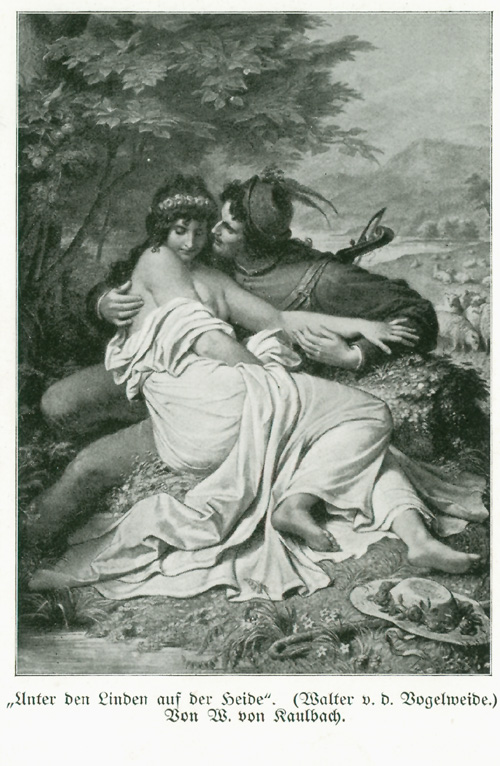
Ілюстрація до «Пісень під липою» Фоґельвайде

## Характеристика творчості

### Тема кохання
Головним предметом поезії Фоґельвайде є людина з її любов'ю і стражданням, з її надіями і прагненнями, радощами і прикрощами як в пору юної розквітаючої весни, так і сумною зимою, серед веселощів юнацьких років і в холодні роки важкої старості. У цих піснях він простий, правдивий та підкуповує всякого своєю природністю. Не залишив поет поза увагою і тему кохання, оспівуючи «низьку», і «піднесену» любов, як виражалися в його час. В його піснях зображується і любов до простої, але милої дівчини, дешевий перстень якої здавався йому дорожчим, ніж золоті прикраси королеви, і до пані, яку він оспівував за заведеним правилом придворної поезії. Але, Фоґельвайде, на відміну від інших мінезингерів не називав предмет свого кохання. Від цікавих поет відбувається граціозною жартом:
|  | «Моя дама, має зараз два імені: Милість і Немилість. Обидва ці імені нерівні: одне — бідне, а інше — багате.» |

Про любов у мінезингера склалося високе поняття. Любов представляється йому притулком всіх чеснот; без неї жодне серце не може відчувати справжньої радості; без любові ніхто не може здобути і Божої милості, тому він переконує молодь прагнути до істинної, сердечної любові.
| Всі говорять про любов правда тільки дехто зрідка знав солодку мить до чеснот з любов'ю йшов а без неї жодне у світі серце не горить. |

Хто володіє любов'ю хорошою жінки, той, на думку поета, буде соромитися всякої дурної справи. Похвала милих жінок — найкраща нагорода для князів за їх чесноти.
| Жінко, честь тобі й хвала я співаю і чекаю ласк твоїх твого тепла (Пер. П.Тимочко) |

У любовній ліриці Вальтер фон дер Фоґельвайде своєрідно здійснив синтез куртуазної і вагантської поезії. Тому любов не є в нього безпредметним обожнюванням абстрактної жіночності, любов повинна бути земної і взаємною. У суперечці між «високою» (безтілесною) і «низькою» (чуттєвою) любов'ю Вальтер фон дер Фоґельвайде займає проміжну позицію. Замінюючи (слово нім. «frouwe» (пані) почеснішим, на його думку, нім. «wip» (жінка), він все ж вважає за потрібне при поверненні кохання з небес на землю дотримуватися «міри». Кохана іноді зображується у поета не знатною дамою, дружиною сеньйора, як у лицарської ліриці, а простою дівчиною, що характерно для вагантів. У найкращих своїх піснях Вальтер фон дер Фоґельвайде поєднує з переконливістю образів разючу музичність звучання, це прослідковується у піснях нім. «Under der Linden» (Під липою), нім. «In einem Zwivelichen Wân» (Серед сумнівних надій), нім. «Mugeth ir schawen» (Подивіться), нім. «Nemt, frouwe, disen kränz» (Візьміть, дама, цей вінок) та ін.[
Найвідомішою піснею про кохання є «Пісня під липою», яка пов'язана з досвідом любові простої дівчини з її придворним коханцем в дикій природі. Тобто, це ілюструє недотримання лицарського кодексу честі в стосунках із жінками.
Under der linden

an der heide,

dâ unser zweier bette was,

dâ muget ir vinden

schône beide

gebrochen bluomen unde gras.

vor dem walde in einem tal,

tandaradei,

schône sanc diu nahtegal.

  

Ich kam gegangen

zuo der ouwe:

dô was mîn friedel komen ê.

dâ wart ich empfangen

hêre frouwe

daz ich bin sælic iemer mê.

kust er mich? wol tûsentstunt:

tandaradei,

seht wie rôt mir ist der munt.

  

Dô hete er gemachet

alsô rîche

von bluomen eine bettestat.

des wirt noch gelachet

inneclîche,

kumt iemen an daz selbe pfat.

bî den rôsen er wol mac

tandaradei,

merken wâ mirz houbet lac.

  

Daz er bî mir læge,

wesse ez iemen

(nu enwelle got!), so schamte ich mich.

wes er mit mir pflæge,

niemer niemen

bevinde daz wan er und ich

und ein kleinez vogellîn:

tandaradei,

daz mac wol getriuwe sîn.«Увы, промчались годы, сгорели все дотла!..» (Вальтер фон дер Фогельвейде)
| Під липою В зеленім лузі, Ген недалечко від ріки, Як після свята, Трава прим'ята І потолочено квітки. Співав там соловей в гаю, Тандарадай, Солодку пісеньку свою. Прийшла я смерком У луг зелений, А він раніш туди прийшов; Зустрілись ми - І в серці в мене Зашумувала ніжна кров.(Пер. П.Тимочко) |

### Політичні мотиви
Але піснями любові далеко не вичерпується могутній талант великого мінезингера. Він складав пісні на славу Бога і Богоматері, він висловлював у своїх творах глибокі думки про швидкоплинність і тлінність всього земного, про обов'язки і гідність імператора, про обов'язки князів і їх васалів, про правду і неправду папства по відношення до імператора. Тому Вальтера Фон Дер Фоґельвайде вважають одного із перших політичних співаків Німеччини.
Політичні мотиви прослідковуються у піснях, де він схвильовано описує згубну ворожнечу між німецькими князями, яку підтримував Папа. Він говорить:
| Я чув і бачив, що кожен робив і говорив. Я чув, як у Римі брешуть і обманюють двох государів. Через це піднялася найбільша сварка, яка коли-небудь була на світі, та навряд чи колись і буде. Тоді стали розділятися на партії попи і миряни (духовні і світські князі). Настала біда, жахлива з усіх бід, і тіло, і душа полягли мертві. |

Симпатії поета стосувались Філіппа, який коронувався імператорської короною в Майнці в вересні 1198, попри те, що суперник його Оттон (IV) коронувався в Ахені за три місяці до нього. Але регалії,

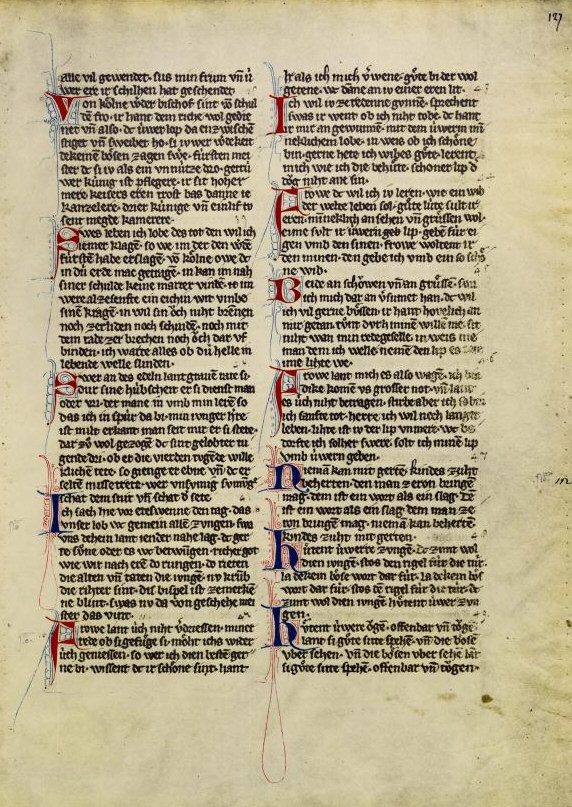
Сторінка Манесського кодексу з віршами Вальтера фон дер Фоґельвайде

вжиті під час коронації Оттона, не були справжніми, стародавніми регаліями, тоді як Філіпп коронувався стародавньої короною, що мала в очах сучасників цих подій особливу ціну. З цього приводу наш поет складає пісню, де розповідає, що стародавня німецька корона припала якраз до голови Філіппа, вбачаючи і цьому щасливе передвістя як для нововінчаного государя, так і для Німеччини. Разом з тим, поет вказує імператору засіб, яким він міг би зміцнити свою владу і навіть розширити її. Він бачить це засіб в щедрості: 
|  | «Щедрість, винагороджує виявляє її, як посів, від якого з надлишком отримують те, що кинули в землю». |

З моменту коронування Філіппа Вальтер фон дер Фоґельвайде описує всі події із життя імператора аж до самої смерті. Печальною була доля царственого подружжя: у 1208 році Філіпп упав від руки вбивці, а «розан без шипів», як він називає його дружину, зів'яв від скорботи по ньому.
Після смерті Філіппа його прихильники стали переходити на бік Оттона. Є всі підстави стверджувати, що перехід Вальтера фон дер Фоґельвайде на сторону Оттона відбувся не відразу. Він тільки тоді перейшов до Оттона, коли останній розійшовся з Папою Інокентієм III за прикладом своїх попередників — Гогенштауфенів.
Коли до влади прийшов ставленик Папи Фрідріх, сильні васали німецької корони, залишаючи Оттона, пішли назустріч йому, сподіваючись на зміни в Німеччині.
Вальтер фон дер Фоґельвайде вороже ставився до папських домагань, тому вороже поставився і до Фрідріха. Але згодом перейшов на сторону Фрідріха, зрозумівши, що Папа виховав в новому імператорі свого найлютішого ворога.

### Патріотичні мотиви
Для співака, який багато мандрував по світу, наймилішою була батьківщина, серед усіх народностей, за якими спостерігав поет, відзначає німецьку вдачу, а серед жінок йому наймиліші німецькі жінки.
Проте, любов до батьківщини не закривала очі на недоліки і поет відкрито говорив про них у своїх творах. Він оплакує старовинну честь, старовинні звичаї:
| «Вірність і Правда зневаги. Спорожніли стільці, на яких раніше сиділи Істина, Благородство і Старість. Право кульгає. Благопристойність сумна, а Сором'язливість слабувала. Сонце втратило свій блиск, Невірність засіяла своїми насінням всі дороги…» |

В цьому занепаді Вальтер фон дер Фоґельвайде вбачає ознаки, що вказують на близькість Страшного суду. У зображенні морального занепаду великий мінезінгер не був самотнім, його нарікання підкріплюються даними сучасних йому літописців. Однак Вальтер фон дер Фоґельвайде не впадає в розпач, нарікаючи на неблагонадійність молодого покоління, на неповагу до людей похилого віку, він вважає за можливе це виправити.

### Релігійні мотиви
Єдиним виходом, який може привести людину в «сільце раю», в очах Вальтера фон дер Фоґельвайде були хрестові походи. Але, проповідуючи їх, він не керувався сліпою ненавистю до тих, хто не сповідував християнства. Він висловив геніальну для його часу думку про те, що християни, євреї та язичники поклоняються одному і тому ж Богу.
Релігійні мотиви знайшли вираження в ряді творів духовного змісту і мали великий вплив на почуття читачів:
|  | «Пам'ятай, грішник, про Божі страждання, Серце очисти хвилею покаяння!» |

### Протест проти Папи
В цей час у своїх творах Вальтер фон дер Фоґельвайде поставав проти духу наживи і марнотратства римського двору, проти індульгенцій, проти довільних інтердиктів, проти неправедного способу життя духовенства.
На Великдень 1213 року Папа наказав виставити по всій Німеччині чашки, в які повинні були опускатися збори на хрестовий похід. Поетові представляються ці ненависні чашки у вигляді живих істот. Він зупиняється перед однією з них і говорить зі злістю:
|  | «Скажи, пані Чашко, для того чи послав тебе до нас папа, щоб ти його збагатила, а німців пограбувала?» |

Дослідники, які цікавляться Реформацією в Німеччині, дивуються сміливості мінезингера, який звернувся до цього питання за три століття до Лютера. Він не тільки виставляє негативні сторони католицького духовенства, а й накреслює програму дій, яку воно мало б виконувати. Він радить духовним особам пам'ятати про бідняків і допомагати їм, нагадуючи духовний вислів Христа про необхідність віддавати Кесарю кесареве. Він порівнює Папу Григорія IX зі знаменитим Сильвестром II (Гербертом), що вважалися за свої наукові заняття служителем чорної магії, стверджуючи, що Папа тягне до погибелі все християнство. Про продаж індульгенцій Фоґельвайде висловлюється досить сміливо, як для першої половини XIII століття.
Поет констатує, що людям при хрещенні забороняється купувати і продавати Божу благодать. Тоді як Папа — чорнокнижник, він повчає з чорної книги, подарованої йому чортом; обплутавши єпископів і взагалі прелатів диявольськими мотузками, псуючи вище духовенство. Коли імператора Фрідріха II спіткало папське відлучення в 1227 році, поет знову таврує Папу Римського. Його антирелігійні пісні через три століття виросли у великий культурно-релігійний рух.

### Тема поета і поезії
Пісні Вальтера фон дер Фоґельвайде ваблять читача своєю простотою. Поет усвідомлював свої творчі сили. В одному зі своїх віршів він скаржиться на те, що він дуже бідний, попри багатство свого таланту і в цьому вчувається мимовільний стогін людини, забитої злиднями. В іншому місці він каже, що дама, яку він оспівує, має завдяки цьому пошану, що нелегко знайти когось, хто міг би її краще оспівати. Але він не вважає на себе виключною, надприродною натурою. Він не гребував веселощами юрби і сам любив розважатись.
|  | «Нам всім зима дуже шкодить, Тепер зблякли степ і ліс, де звучало так багато милих голосів. О, якби я побачив знову на відкритому повітрі дівчат, що грають в м'яч! Тоді б знову зазвучали для нас і пісні птахів» |

Один з німецьких дослідників зауважує, що великий мінезінгер був такою людиною, якого б кожен хотів мати своїм другом. Справді, він ставив дружбу вище родинної близькості, стверджуючи:
|  | «Посмішка друга правдива, в ній фальші немає, вона чиста, як вечірня зоря, яка пророкує прекрасний день» |

### Заповіт

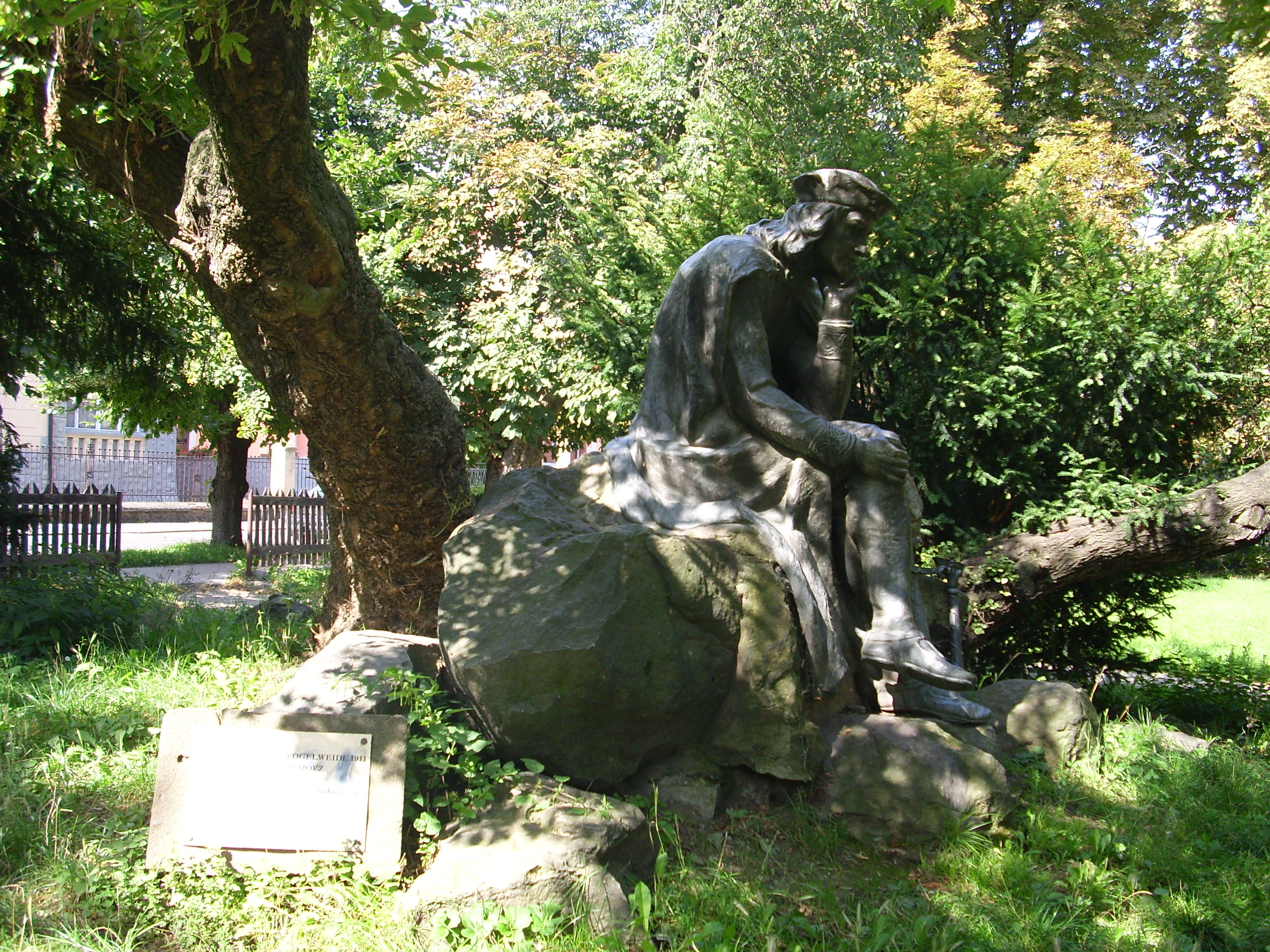
Статуя Вальтера фон дер Фогельвейде

Свій заповіт Вальтер фон дер Фоґельвайде складає у грайливому тоні. Своє нещастя він залишає людям, сповненим ненависті і заздрості; свою печаль — брехунам; своє божевілля — тим, хто любить нещиро, а жінкам — муки страждання від любові.

## Літературна спадщина
Збереглося близько 200 віршів Вальтера фон дер Фоґельвайде, які дійшли до нас в старовинних рукописних збірках-антологіях, головним чином, в так званому Великому Гейдельберзькому рукописі початку XIV століття. Його значення, як поета, цілком визнавалося вже його сучасниками, наприклад Готфрідом Страсбурзьким та іншими і вплив його творів на творчість найближчих до нього за часом мінезингерів не підлягає сумніву. Але поступово слава Вальтера фон дер Фоґельвайде, нарівні з іншими середньовічними поетами, згасла, поки пам'ять про нього не відновили Бодмер і Брейтінгер, видавши в середині 19 століття збірку мінезингерів часів швабської династії; в цілому ж літературну роль Вальтера визначив Уланд у відомій своїй монографії про нього, виданій в 20-х роках 20 століття.